# Futbol'nyj Klub Ufa 2012-2013
Questa voce raccoglie le informazioni riguardanti il Futbol'nyj Klub Ufa nelle competizioni ufficiali della stagione 2012-2013.

## Stagione
Alla prima stagione in seconda serie la squadra terminò il campionato al sesto posto.

## Rosa
| N. |                    | Ruolo | Calciatore            |
| -- | ------------------ | ----- | --------------------- |
| 1  | Russia (bandiera)  | P     | Evgeni Kobozev        |
| 3  | Russia (bandiera)  | D     | Pavel Alikin          |
| 5  | Russia (bandiera)  | D     | Andrej Smirnov        |
| 6  | Brasile (bandiera) | D     | William               |
| 7  | Russia (bandiera)  | A     | Aleksandr Vasiljev    |
| 8  | Russia (bandiera)  | D     | Sergey Danilov        |
| 9  | Russia (bandiera)  | A     | Mikhail Markosov      |
| 10 | Russia (bandiera)  | A     | Vitali Galysh         |
| 11 | Russia (bandiera)  | C     | Nikita Malyarov       |
| 12 | Russia (bandiera)  | A     | Anton Zabolotnyi      |
| 13 | Russia (bandiera)  | C     | Azamat Zaseev         |
| 14 | Russia (bandiera)  | P     | Igor Stepanov         |
| 16 | Russia (bandiera)  | P     | Mikhail Baranovskiy   |
| 17 | Russia (bandiera)  | D     | Aleksandr Vasilenko   |
| 18 | Russia (bandiera)  | A     | Dmitri Golubov        |
| 20 | Russia (bandiera)  | C     | Roman Voydel          |
| 21 | Russia (bandiera)  | C     | Konstantin Podkorytov |

| N. |                        | Ruolo | Calciatore        |
| -- | ---------------------- | ----- | ----------------- |
| 22 | Russia (bandiera)      | P     | Dmitriy Izotov    |
| 24 | Russia (bandiera)      | D     | Ilya Gultyaev     |
| 25 | Russia (bandiera)      | C     | Artur Valikaev    |
| 27 | Giappone (bandiera)    | A     | Yosuke Saito      |
| 31 | Russia (bandiera)      | D     | Maksim Tishkin    |
| 33 | Russia (bandiera)      | C     | Andrey Mikheev    |
| 36 | Russia (bandiera)      | D     | Dmitri Grachev    |
| 85 | Russia (bandiera)      | D     | Mikhail Popov     |
| 88 | Russia (bandiera)      | C     | Andrey Kireev     |
| 99 | Brasile (bandiera)     | A     | Diego             |
| -  | Russia (bandiera)      | D     | Sergey Putilin    |
| -  | Russia (bandiera)      | C     | Yuri Kirillov     |
| -  | Bielorussia (bandiera) | C     | Aleksey Skvernyuk |
| -  | Russia (bandiera)      | C     | Sergey Osadchuk   |
| -  | Russia (bandiera)      | C     | Anton Kireev      |
| -  | Russia (bandiera)      | C     | Evgeniy Dukhnov   |
| -  | Russia (bandiera)      | A     | Aleksey Vasiljev  |

## Risultati

### Campionato
| Arbitro: | Vyacheslav Popov |

|                         |           |  |
| Guja Rukhaia 49’ (rig.) | Marcatori |  |

| Arbitro: | Sergej Ivanov |

|                                                            |           |  |
| Aleksandr Vasiljev 37’ Vitali Galysh 77’ Vitali Galysh 83’ | Marcatori |  |

| Arbitro: | Roman Chernov |

|  |           |                    |
|  | Marcatori | 71’ Andrej Smirnov |

| Arbitro: | Sergej Smirnov |

|                      |           |                  |
| Mikhail Markosov 53’ | Marcatori | 88’ Ivan Zhirnyi |

| Arbitro: | Sergej Kuznecov |

|  |           |                   |
|  | Marcatori | 58’ Mikhail Popov |

| Arbitro: | Aleksey Nikolaev |

|  |           |                                          |
|  | Marcatori | 75’ Plamen Nikolov 90'+3’ Valeri Sorokin |

| Arbitro: | Aleksandr Egorov |

|  |           |                    |
|  | Marcatori | 29’ Sergey Putilin |

| Arbitro: | German Kravchenko |

|                                                                     |           |                                            |
| Sergey Putilin 10’ Mikhail Markosov 71’ (rig.) Yuri Kirillov 90'+2’ | Marcatori | 73’ Sergiy Danylovskyi 88’ Andrej Kuznecov |

| Arbitro: | Mikhail Vilkov |

|                           |           |                  |
| Maksim Votinov 26’ (rig.) | Marcatori | 83’ Roman Voydel |

| Arbitro: | Eduard Malyi |

|                                       |           |                      |
| Mikhail Ershov 23’ Maksim Andreev 29’ | Marcatori | 90'+4’ Mikhail Popov |

| Arbitro: | Timur Arslanbekov |

|                     |           |  |
| Igor Portnyagin 82’ | Marcatori |  |

| Arbitro: | Lasha Verulidze |

|                               |           |                          |
| Diego 7’ Mikhail Markosov 90’ | Marcatori | 16’ Kostyantyn Dudchenko |

| Arbitro: | Igor Nizovtsev |

|                                                                                       |           |  |
| Spartak Gogniev 22’ Aleksandr Shchanitsin 38’ Denis Tumasyan 51’ Dmitri Ryzhov 90'+3’ | Marcatori |  |

| Arbitro: | Maksim Layushkin |

|                  |           |                                             |
| Roman Voydel 78’ | Marcatori | 25’ Vladimir Leshonok 69’ Vladimir Leshonok |

| Arbitro: | Denis Shpilev |

|  |           |                      |
|  | Marcatori | 87’ Mikhail Markosov |

| Arbitro: | Vladislav Bezborodov |

|                   |           |                      |
| Vitali Galysh 22’ | Marcatori | 90'+3’ Khasan Mamtov |

| Arbitro: | Sergej Smirnov |

|                                               |           |                                           |
| Nikita Bezlikhotnov 43’ (rig.) Ivan Rodin 83’ | Marcatori | 32’ Mikhail Markosov 59’ Mikhail Markosov |

| Arbitro: | Kirill Levnikov |

|                      |           |                   |
| Mikhail Markosov 30’ | Marcatori | 89’ Alan Chochiev |

| Arbitro: | Dmitri Veselov |

|                    |           |                      |
| Jairo Mosquera 90’ | Marcatori | 48’ Mikhail Markosov |

| Arbitro: | Vladimir Moskalev |

|                      |           |  |
| Mikhail Markosov 61’ | Marcatori |  |

| Voronež 20 novembre 2012, ore 13:00 22ª giornata | Tom' Tomsk         | 0 – 0 referto | Ufa | Stadio Trud (3.500 spett.)\| Arbitro: \| Vladimir Seldyakov \| |
| Arbitro:                                         | Vladimir Seldyakov |               |     |                                                                |

| Arbitro: | Mikhail Belov |

|           |           |                        |
| Diego 26’ | Marcatori | 20’ Victor Golovatenco |

| Arbitro: | Igor Nizovtsev |

|  |           |                     |
|  | Marcatori | 67’ Nikita Malyarov |

| Arbitro: | Roman Galimov |

|  |           |                                       |
|  | Marcatori | 24’ Dmitriy Sysuev 60’ Dmitriy Sysuev |

| Arbitro: | Sergej Kuznecov |

|                           |           |                                       |
| Dmitri Golubov 56’ (rig.) | Marcatori | 10’ Aleksey Semenov 18’ Andrey Myazin |

| Arbitro: | Vyacheslav Popov |

|                                       |           |  |
| Dmitri Golubov 75’ Dmitri Golubov 90’ | Marcatori |  |

| Arbitro: | Aleksey Sukhoy |

|                   |           |  |
| Pavel Deobald 77’ | Marcatori |  |

| Arbitro: | Denis Shpilev |

|  |           |                                         |
|  | Marcatori | 48’ Spartak Gogniev 71’ Spartak Gogniev |

| Arbitro: | Vladimir Rogulev |

|  |           |           |
|  | Marcatori | 70’ Diego |

| Arbitro: | Kirill Levnikov |

|                                         |           |  |
| Dmitri Grachev 33’ Anton Zabolotnyi 82’ | Marcatori |  |

| Chabarovsk 19 maggio 2013, ore 09:00 33ª giornata | SKA-Ėnergija      | 0 – 0 referto | Ufa | Lenin Stadion (8.200 spett.)\| Arbitro: \| Timur Arslanbekov \| |
| Arbitro:                                          | Timur Arslanbekov |               |     |                                                                 |

| Arbitro: | Roman Chernov |

|                  |           |  |
| Yosuke Saito 45’ | Marcatori |  |

### Coppa di Russia
| Arbitro: | Aleksey Matyunin |

|  |           |                    |
|  | Marcatori | 84’ Chisamba Lungu |